# 烏布里滕加省
烏布里滕加省（法語：Oubritenga）是布基納法索高原-中部大區中部的一個省，面積2,778平方公里。2006年人口237,290人。首府濟尼亞雷。
本區下轄五縣。